# Turun osuuskauppa
Turun osuuskauppa i Åbo är Finlands äldsta registrerade handelslag, vilket grundades 1901 (nuvarande namn sedan 1919) och tillhör S-gruppen. 
Handelslaget driver snabbköp, varuhus (två, bland annat Sokos Wiklund vid Salutorget) och servicestationer samt hotell-, restaurang- och kaférörelse (bland annat sedan 1947 Hamburger Börs, med anor från 1830-talet, och Societetshuset). Verksamhetspunkterna är sammanlagt 77 till antalet, varav tre hotell, och arbetar i Åbo med omgivningar inom ramen för S-kedjorna. Omsättningen var 2006 340 miljoner euro och antalet anställda omkring 1 100.